# Кіндінов Євген Арсенійович
Кіндінов Євген Арсенійович (рос. Киндинов Евгений Арсеньевич; нар. 24 травня 1945, Москва, РРФСР, СРСР) — радянський і російський актор театру і кіно. Заслужений артист РРФСР (1978). Народний артист РРФСР (1989). Кавалер орденів Пошани (1998) і «За заслуги перед Вітчизною» IV ступеня (2005). Професор ВДІКу.

## Біографія
Народився 1945 р. в Москві. Батьки родом з Рязанської області, в юності перебралися до Москви. Мати, Любов Петрівна, займалася вихованням трьох дітей і господарством. Батько, Арсеній Степанович, працював ретушером в фотоательє. У дитинстві Євген мріяв бути мандрівником, його улюбленим предметом у школі була географія. Колекціонував марки різних країн, любив їх розглядати та мріяти про майбутні подорожі. Щоб здійснити дитячу мрію, після школи збирався вступати до МДІМВ, або на факультет журналістики чи на географічний факультет МДУ, вивчав англійську мову. Але одного разу старша сестра Наталя відвела його в театральний гурток, що і визначило долю майбутнього актора.
Закінчив школу-студію МХАТу (1967, курс В. К. Монюкова). Отримав пропозиції від кількох театрів, але вирішив залишитися в МХАТі, де працював до поділу театру на дві трупи.
З 1987 року — актор Московського Художнього театру ім. А. П. Чехова (під керівництвом Олега Єфремова).
Дебютував у кіно епізодичною роллю в картині «Мертвий сезон» (1968). Всесоюзну популярність молодому актору принесли головні ролі у фільмі «Міський романс» (1970, Одеська кіностудія, реж. П. Тодоровський) та в культовій кінокартині Андрія Кончаловського «Романс про закоханих» (1974), яка у 1974 р. на Міжнародному кінофестивалі в Карлових Варах отримала премію «Кришталевий глобус».
Знімався у відомих режисерів: Маноса Захаріаса, Миколи Москаленка, Віктора Трегубовича, Конрада Вольфа, Ігоря Усова, Володимира Довганя, (письменника, сценариста і режисера) Юліана Семенова, Веніаміна Дормана, Євгена Татарського, Андрія Ешпая, Дмитра Бруснікіна, Сергія Урсуляка та ін.
Зіграв близько сімдесяти ролей у фільмах, серіалах і телевиставах, в тому числі — у низці картин українських кіностудій: «Мир хижинам, війна палацам» (1970), «Міський романс» (1970), «Талант» (1977), «Незручна людина» (1978), «Танкодром» (1981).
Працює на озвучуванні фільмів («Вигідний контракт» (1979), «Блондинка за рогом» (1984, роль Олексія Жаркова) тощо), мультфільмів («А в цій казці було так...» та «Учень чарівника» (1984) та ін.), дубляжі зарубіжних картин, брав участь у радіовиставах.
Викладає у Всеросійському державному інституті кінематографії. Професор.
Родина
- Сестра: Кіндінова Наталія Арсеніївна (нар. 1939) — радянська актриса театру і кіно, театральний педагог. Заслужена артистка РРФСР.
- Дружина Кіндінова Галина Максимівна (нар. 1944) — радянська і російська актриса театру і кіно. Заслужена артистка РФ.

У 2011 році в МХТ імені Чехова пройшов творчий вечір акторів та подружжя — Євгена та Галини Кіндінових.

## Ролі в театрі

### Московський Художній театр імені А.П.Чехова
Грав у виставах: 
- «На дні» М. Горького (реж. К. Станіславський, Вол. Немирович-Данченко; введення 1967) — Васька Попіл
- «Кремлівські куранти» М. Погодіна (реж. Немирович-Данченко, введення 1967) — матрос Рибаков
- «Про жінку» Е. Радзинського (реж. Б. Львов-Анохін, 1970) — Пасажир
- «Валентин і Валентина» М. Рощина (реж. О. Єфремов, 1971) — Валентин
- «Сталевари» Г. Бокарєва (реж. О. Єфремов, 1972) — Олексій Шорін
- «Схожий на лева» Р. Ібрагімбеков (реж. В. Салюк, 1974) — Раміз
- «Засідання парткому» А. Гельмана (реж. О. Єфремов, 1975) — Черніков
- «Іванов» А. П. Чехова (реж. О. Єфремов, 1976) — лікар Львов
- «Чайка» А. П. Чехова (реж. О. Єфремов, 1980) — Медведенко
- «Три сестри» А. П. Чехова (реж. Вол. Немирович-Данченко, введення) — Василь Васильович Солоний
- «Бал при свічках» за романом М. Булгакова «Майстер і Маргарита» (реж. В. Прудкин, 1983) — Майстер
- «Кабала святош» М. Булгакова (реж. А. Шапіро, 1988) — маркіз д'Орсіньі
- «Варвари» М. Горького (реж. О. Єфремов, 1989) — Єгор Черкун
- «Трагіки і комедіанти» В. Арро (реж. М. Скорик, 1991) — Костирін
- «Лихо з розуму» О. Грибоєдова (реж. О. Єфремов, 1992) — Репєтилов
- «Борис Годунов» О. С. Пушкіна (реж. О. Єфремов, 1994) — Афанасій Пушкін, Рожнов
- «Мішин ювілей» О. Гельмана і Р. Нельсона (реж. О. Єфремов, 1994) — Валерій
- «Гроза» О. М. Островського (реж. Д. Бруснікін, 1996) — Дикой
- «Різдвяні мрії» Н. Птушкіної (реж. П. Штейн, 1998) — Ігор
- «Привиди» Г. Ібсена (реж. М. Скорик, 1999) — столяр Енгстран
- «Антігона» Ж. Ануя (реж. Т. Чхеїдзе, 2001) — Хор
- «Скрипка і трошки нервово» С. Савіної (реж. А. Марін, 2003) — Аполлон
- «Художник, що спускається по сходах» Т. Стоппарда (реж. Є. Невежина, 2005) — Доннер
- «Тутіш» А. Торка (реж. М. Бруснікіна, 2007) — Кароматулло
- Зараз грає Цурікова в спектаклі «Новий американець» за творами С. Довлатова (реж. П. Штейн) і діда Фіма в «Селі дурнів» Н. Ключаревої (реж. М. Бруснікіна, 2014 року).

### Московський театр-студія під керівництвом Олега Табакова
- Грав роль Майєра-Квассі в спектаклі «Синхрон» Т. Хюрлімана (2003) і Якова Коломійцева в «Останніх» М. Горького.
- Зараз грає Крутицького у виставі «На всякого мудреця досить простоти» О. М. Островського.

## Фільмографія
- «Борсуки» (1968, фільм-спектакль)
- «Мертвий сезон» (1968, радянський розвідник)
- «Каратель» (1968, Вангеліс)
- «Старий дім» (1969, Микола Іванович Сазонов)
- «Боян Чонос» (1970, фільм-спектакль; Міко-Тріфон)
- «Дітям до 16...» (1970, к/м; батько Діми)
- «Мир хижинам, війна палацам» (1970, англієць; кіностудія ім. О. Довженка, реж. І. Шмарук)
- «Міський романс» (1970, Євген; Одеська кіностудія, реж. П. Тодоровський)
- «Молоді» (1971, Олексій)
- «Коли море сміється» (1971, фільм-спектакль; Діккі Малоньї)
- «Співай пісню, поете...» (1971, русявий хлопець)
- «Весняна казка» (1971, Мизгирь)
- «Останні» (1972, фільм-спектакль; Якорєв, наглядач, залицяльник Віри)
- «За власним бажанням» (1973, Костя Поташов)
- «Моя доля» (1973, Борис Барабанов)
- «Старі стіни» (1973, Павлик)
- «Витоки» (1973, Олександр Іванович)
- «Царська милість» (1973, фільм-спектакль)
- «Романс про закоханих» (1974, Сергій Нікітін; вокал — Олександр Градський)
- «Серце... серце...» (1976, Раміз)
- «Пригощаю горобиною» (1976, фільм-спектакль)
- «Степовий король Лір» (1976, фільм-спектакль; Володимир Васильович Сльоткін, чоловік Анни)
- «Мамо, я живий»/ Mama, ich lebe! (1977, Віктор Глунський, капітан, СРСР—НДР)
- «Засідання парткому» (1977, фільм-спектакль; Віктор Миколайович Черніков, начальник будуправління)
- «Золота міна» (1977, капітан Сергій Корнійович Крошін)
- «Талант» (1977, Дмитро Родіонов; кіностудія ім. О. Довженка, реж. В. Довгань)
- «Особисте щастя» (1977, Ілля Павлович Дорошин)
- «Незручна людина» (1978, Василь Михайлович, парторг заводу; кіностудія ім. О. Довженка, реж. В. Довгань)
- «Вас чекає громадянка Никанорова» (1978, Женя)
- «Терміновий виклик» (1978, хірург Сергій Петров)
- «Тайгова повість» (1979, Гога)
- «Цей фантастичний світ». «Малюк». Випуск 3 (1980, фільм-спектакль; Комов)
- «Особливо важливе завдання» (1980, капітан Гуреєв)
- «Ніч на четвертому колі» (1981, Линьков)
- «Іванов» (1981, фільм-вистава; Львов Євген Костянтинович, молодий земський лікар)
- «Танкодром» (1981, 2 с, Ігор Кулешов; кіностудія ім. О. Довженка, реж. В. Довгань)
- «Клуб самогубців, або Пригоди титулованої особи» (1981, Саймон Роллз, богослов)
- «Без видимих причин» (1982, ротмістр Плюснін)
- «Повернення резидента» (1982, Брокман, західнонімецький шпигун)
- «Тривожний виліт» (1983, Олексій Жильцов)
- «Потрібні чоловіки» (1983, Анатолій Зяблов)
- «Кольє Шарлотти» (1984, Северцев)
- «Три сестри» (1984, фільм-спектакль; Солоний Василь Васильович, штабс-капітан)
- «Нам не дано передбачити...» (1984, Прошин Віталій)
- «Кінець операції „Резидент“» (1986, Карл Брокман)
- «Так переможемо!» (1987, фільм-спектакль; Арманд Хаммер)
- «Кабала святош» (1988, фільм-спектакль; Маркіз д'Орсіньї)
- «Під маскою Беркута» (1991, Гілберт)
- «Господи, помилуй заблукалих» (1992, Казахстан—Україна, реж. Ігор Вовнянко)
- «Мішин ювілей» (1994, фільм-спектакль; Фред, американський бізнесмен, що працює в Москві)
- «Трагіки і комедіанти» (1995, фільм-спектакль; Костирін)
- «Чехов і Ко» (1998, кілька ролей)
- «Лівша» (1999, к/м)
- «Паризький антиквар» (2001, Костянтин Борисов, начальник управління Служби зовнішньої розвідки)
- «Різдвяні мрії» (2002, фільм-спектакль)
- «Сищики-2» (2003, т/с; Тихон Іванович)
- «Діти Арбата» (2004, Л. Б. Каменєв)
- «Довге прощання» (2004, Григорій Ребров в старості)
- «На всякого мудреця досить простоти» (2007, фільм-спектакль; Крутицький)
- «Козаки-розбійники» (2008, Андрій Львович Меркулов, дід Андрія)
- «Нареченого викликали, дівчатка?» (2010, фільм-спектакль; Колупанов Павло Григорович)
- «Скліфосовський» (3 сезон; 2013, Семен Вікторович Голіков) та ін.

## Документальні фільми
- Євген Кіндінов. «По-справжньому грати…»/Евгений Киндинов. «По-настоящему играть…» (2010, телеканал «Культура»)[4]
- Євген Кіндінов. Продовження романсу/«Евгений Киндинов. Продолжение романса» (2010, студія «Кінопродукт» (за замовленням ТВ Центр), реж. Марія Колоколова)[5]

## Телепередачі за участю актора
- 2014 — «Велика родина». Євген Кіндінов (телеканал «Культура»)/«Большая семья». Евгений Киндинов[6]
- 2015 — Актор Євген Кіндінов. «Народжені в СРСР»/ Актёр Евгений Киндинов. «Рождённые в СССР»